# جيف فاهاي
جيف فاهاي Jeff Fahey ممثل أمريكي من مواليد 29 نوفمبر 1952.

## روابط خارجية
- جيف فاهاي على موقع IMDb (الإنجليزية)
- جيف فاهاي على موقع ألو سيني (الفرنسية)
- جيف فاهاي على موقع أول موفي (الإنجليزية)
- جيف فاهاي على موقع قاعدة بيانات الأفلام السويدية (السويدية)
- جيف فاهاي على موقع إن إن دي بي (الإنجليزية)
- جيف فاهاي على موقع قاعدة بيانات الفيلم (الإنجليزية)
- جيف فاهاي على موقع كينوبويسك (الروسية)